# Hotet från underjorden
Hotet från underjorden (originaltitel: Tremors) är en amerikansk actionkomedifilm från 1990 i regi av Ron Underwood.

## Handling
Filmen utspelar sig i den lilla förfallande gruvbyn Perfection, Nevada. Byn innehåller 14 invånare varav två är hantlangarna Earl Bassett (Fred Ward) och Valentine "Val" McKee (Kevin Bacon). När de två efter år av diversearbetande kommer till insikt att de måste lämna Perfection för att komma någonstans i världen, drabbas byn av en serie mystiska händelser - en flock får slaktas, byns läkare med fru försvinner, och den besökande seismologistudenten Rhonda LeBeck (Finn Carter) får mystiska utslag på sina seismometrar. Den enda vägen mellan Perfection och det närmaste större samhället, Bixby, blockeras av ett jordskalv. Edgar Deems, byns fyllo, återfinns uppe i ett kraftledningstorn, död av uttorkning. 
Burt och Heather Gummer (Michael Gross respektive Reba McEntire) är två vapentokiga och något paranoida överlevnadsfantaster som slagit sig ner i Perfection. De anser att tillräcklig vapenkraft kan hantera alla problem.

## Om filmen
Hotet från underjorden regisserades av Ron Underwood, som även skrivit filmens manus tillsammans med Brent Maddock och S.S. Wilson.

### Utmärkelser
Filmen nominerades till Saturn Awards i följande kategorier:
- Tom Woodruff, Jr. och Alec Gillis för bästa specialeffekter
- Finn Carter och Reba McEntire för bästa kvinnliga birollsinnehavare.

## Rollista (urval)
| Kevin Bacon       | – Valentine "Val" McKee |
| Fred Ward         | – Earl Bassett          |
| Michael Gross     | – Burt Gummer           |
| Reba McEntire     | – Heather Gummer        |
| Finn Carter       | – Rhonda LeBeck         |
| Robert Jayne      | – Melvin Plug           |
| Charlotte Stewart | – Nancy Sterngood       |
| Tony Genaro       | – Miguel                |
| Ariana Richards   | – Mindy Sterngood       |
| Richard Marcus    | – Nestor                |
| Victor Wong       | – Walter Chang          |
| Sunshine Parker   | – Edgar Deems           |